# 平林初之輔
平林 初之輔（ひらばやし はつのすけ、1892年11月8日 - 1931年6月15日）は、日本の文芸評論家・推理作家・翻訳家。プロレタリア文学運動の理論家として知られる。

## 経歴
京都府竹野郡深田村字黒部（後の竹野郡弥栄町黒部、現在の京丹後市弥栄町黒部）に生まれる。1917年9月、早稲田大学文学部英文科に入学、片上伸や吉江喬松らに親しんだ。また、アテネ・フランセでフランス語を学ぶ。早稲田大学卒業後、やまと新聞に入社、同紙の文芸時評欄を担当するとともに、ヴィクトル・ユゴーなどフランス文学の小説を翻訳して掲載する。1920年、労働争議を契機に同新聞を退社、この前後に、青野季吉、市川正一と知り合い交際が始まり、ともに国際通信社に就職する。平林は、外電の翻訳に従事し、社会主義・マルクス主義に関心を持ち研究をすすめる。このころ創刊された雑誌『種蒔く人』に関係し、当時勃興しはじめたプロレタリア文学を理論化することに力をつくした。1926年に博文館に入社し、『太陽』誌の編集主幹となる。その後、「政治的価値と芸術的価値」という論文を発表し、芸術作品の価値についての論争の火蓋を切った。
1930年に、帝政ロシア時代の政治家であるセルゲイ・ヴィッテの回顧録を、「個々の事件だけでも、たっぷり大抵の探偵小説位の面白さはある」と高評価している。
フランスに映画研究などのため留学中、出血性膵臓炎のためパリ市内で客死した。戒名は法初院廓林寿輔居士。近年、探偵小説の評論および創作の面でも注目され、新しい読者を獲得している。また、S・S・ヴァン＝ダインなどの作品を翻訳して日本に紹介した。

## 作品リスト
- 『無産階級の文化』（早稲田泰文社） 1923
- 『プロレタリア文学綱領』(世界思潮研究会、世界パンフレット通信） 1923
- 『生物学概論』（春秋社、新学芸講座） 1923
- 『物質観の変遷』（南宋書院、無産者大学パンフレット） 1927
- 『文学理論の諸問題』（千倉書房） 1929
- 『近世社会思想講話』（千倉書房） 1929
- 『平林初之輔遺稿集』（平凡社） 1932
- 『平林初之輔文藝評論全集』上・中・下（文泉堂書店） 1975.5
- 『平林初之輔探偵小説選』I（論創社、論創ミステリ叢書1） 2003.10  ISBN 4-8460-0404-X
- 『平林初之輔探偵小説選』II（論創社、論創ミステリ叢書2） 2003.11

### 翻訳
- 『自然界に於ける人間の位置』（オールダス・ハクスレー、春秋社） 1922
- 『科学概論』（ピアスン、春秋社、新学芸講座） 1922
- 『エミール』（ジャン・ジャック・ルソー、春秋社、家庭文学名著選） 1924、のち岩波文庫
- 『白き石の上にて』（アナトール・フランス、新潮社、現代仏蘭西文芸叢書） 1924
- 『科学と実在』（ピエール・デルベ、叢文閣、フラマリオン社自然科学叢書） 1925
- 『民約論』（ルソー、人文会出版部、世界名著叢書） 1925、のち岩波文庫
- 『洞窟の女王 / ソロモンの宝窟』（ヘンリー・ライダー・ハガード、改造社、世界大衆文学全集28） 1928
- 『科学者と詩人』（アンリ・ポアンカレ、岩波文庫）1928
- 『世界探偵小説全集24』（博文館） 1929

「グリイン家の惨劇」（S・S・ヴァン・ダイン）と「デェヴィス集」（ドロシー・ソールズベリ・デイヴィス）を収載
- 『不思議な恋人 / 革命の娘』（カルヴァートン / ジョン・リード、新潮社） 1931